# Nikolaus Müller (Theologe)
Nikolaus Müller (auch Nicolaus Müller; * 8. Februar 1857 in Großniedesheim; † 3. September 1912 in Berlin) war ein deutscher evangelischer Theologe, Kirchenhistoriker und Christlicher Archäologe.

## Leben
Geboren als Sohn des Gutsbesitzers Andreas Müller und seiner Frau Elisabeth, geb. Koch, wuchs er gemeinsam mit seinen Brüdern Emanuel, Philipp Theodor, Jakob Richard in kleinbürgerlichen Verhältnissen in der bayerischen Pfalz auf. Nach dem Besuch der Gymnasien in Frankenthal (Pfalz) und Zweibrücken bis 1876 immatrikulierte er sich im Wintersemester 1876/77 an der Universität Erlangen, um sich der Klassischen Philologie zu widmen. Nach einer kurzen Zwischenstation an der Universität Berlin kehrte er nach Erlangen zurück, wo er sein Studium um die evangelische Theologie erweiterte und sich dann an die Universität München begab. Während seines Studiums wurde er 1876 Mitglied der Burschenschaft Germania Erlangen.
Die Vorlesungen erfasste er penibel. Am 9. August 1881 wurde Müller in Erlangen zum Doktor der Philosophie promoviert, mit der Arbeit De latinitate Inscriptionum Galliae christianarum. Im Anschluss führte er Privatstudien durch, wobei er sich vor allem auf die Kirchengeschichte und Christliche Archäologie konzentrierte. Dazu war er unter anderem in Erlangen und Berlin tätig, reiste er 1882/83 mit dem Reisestipendium des Deutschen Archäologischen Instituts, war von 1883 bis 1885 in Rom, wobei er 1884 in Venosa verweilte. Dort befasste er sich mit Reformationsgeschichte und begann mit der Aufarbeitung des in Rom verwahrten Briefwechsels zwischen Philipp Melanchthon und Joachim Camerarius d. Ä.
Er avancierte an der Universität Leipzig am 19. Februar 1887 zum Lizentiaten der Theologie, wurde 1887 von Gustav Kawerau (1847–1918) an die Universität Kiel geholt, wo er am 8. Band der Weimarer Lutherbriefausgabe mitarbeitete und als Privatdozent für historische Theologie bis 1890 tätig war. Von Kawerau wurde er an die Universität Berlin empfohlen, wo er als Nachfolger von Ferdinand Piper am 18. März 1890 außerordentlicher Professor für Kirchengeschichte und Direktor des Christlichen Museums der Universität wurde. Finanzielle Zwänge nötigten Müller im christlichen Museum, zur ursprünglichen Aufgabe der christlichen Archäologie und Epigraphik zurückzukehren. 
Müllers Forschungen zur altchristlichen Kunst und den altchristlichen Begräbnisstätten in Italien brachten ihm 1900 die Vizepräsidentschaft beim Zweiten Kongress für christliche Archäologie in Rom ein. Am 6. Oktober 1904 wurde er Ehrenbürger von Venosa. Auch als Reformationszeit- und Melanchthonforscher tat er sich hervor, da er in seinen geschichtswissenschaftlichen Arbeiten die hermeneutisch methodische Distanz und die quellenorientierte Betrachtung der Reformationsgeschichte bewahrt hatte. Sein Nachlass ist heute noch Gegenstand unterschiedlichster Forschungen, die sich vor allem auf den territorialen Bereich der Reformation konzentriert. 
Müller war zudem die treibende Kraft beim Aufbau der Melanchthongedächtnis- und Forschungsstätte in Bretten, wofür er am 16. Februar 1897 die Ehrendoktorwürde der Theologischen Fakultät der Universität Berlin verliehen bekam und am 9. November 1903 Ehrenbürger von Bretten wurde.

## Veröffentlichungen (Auswahl)
- Die Funde in den Turmknäufen der Stadtkirche zu Wittenberg. Evangelische Buchhandlung Ernst Holtermann, Magdeburg 1912.
- Die Wittenberger Bewegung 1521 und 1522. Die Vorgänge in und um Wittenberg während Luthers Wartburgaufenthalt. Briefe, Akten und dergl. Personalien. 2. Auflage. Leipzig 1911.
- Die Kirchen und Schulvisitationen im Kreise Belzig 1530 und 1534 und Nachrichten über die Kirchen und Schuldiener in der Stadt und dem Amt Belzig während der Reformationszeit. Berlin 1904.